# Муниципальное образование посёлок имени Желябова
Это статья о муниципальном образовании. О населённом пункте см. Посёлок имени Желябова.
Муниципальное образование посёлок имени Желябова — упразднённое сельское поселение в составе Устюженского района Вологодской области.
Центр — посёлок имени Желябова.
Городское поселение «Посёлок имени Желябова» образовано 1 января 2006 года в соответствии с Федеральным законом № 131 «Об общих принципах организации местного самоуправления в Российской Федерации». 26 февраля 2006 года ему был присвоен статус сельского поселения.
Расположено в северо-восточной части района, на правом берегу реки Мологи. Граничит:
- на севере с Лентьевским сельским поселением,
- на западе с Устюженским сельским поселением,
- на юге с Сошневским сельским поселением,
- на востоке с Моденским сельским поселением.

## История
1 января 2006 года в составе Устюженского района было образовано городское поселение «Посёлок имени Желябова», состоявшее из одноимённого населённого пункта (до 2000 года посёлок имени Желябова имел статус посёлка городского типа).
26 февраля 2006 года муниципальному образованию «Посёлок имени Желябова» был присвоен статус сельского поселения.
11 января 2007 года из Лентьевского сельского поселения в посёлок имени Желябова были переданы деревни Александрово-Марьино, Лычно, Оснополье, Селище, Чирец, расположенные на правом берегу Мологи, в то время как административный центр и основная часть населённых пунктов Лентьевского сельского поселения располагались на левом берегу.
Законом Вологодской области от 1 июня 2015 года № 3665-ОЗ, были преобразованы, путём их объединения, муниципальные образования Моденское, Сошневское и посёлок имени Желябова — в сельское поселение Желябовское с административным центром в посёлке имени Желябова.

## Населённые пункты
В состав сельского поселения входило 6 населённых пунктов, в том числе
5 деревень,
1 посёлок.
| Населённый пункт             | ОКАТО          | Рег. номер | Расстояние до районного центра, км | Индекс | Координаты                      |
| ---------------------------- | -------------- | ---------- | ---------------------------------- | ------ | ------------------------------- |
| деревня Александрово-Марьино | 19 250 812 002 | 6651       | 17                                 | 162800 | 58°54′29″ с. ш. 36°41′39″ в. д. |
| посёлок имени Желябова       | 19 250 000 001 | 6614       | 23                                 | 162825 | 58°57′16″ с. ш. 36°35′54″ в. д. |
| деревня Лычно                | 19 250 812 004 | 6653       | 16                                 | 162800 | 58°54′38″ с. ш. 36°37′05″ в. д. |
| деревня Оснополье            | 19 250 812 006 | 6654       | 18                                 | 162824 | 58°55′06″ с. ш. 36°35′20″ в. д. |
| деревня Селище               | 19 250 812 010 | 6659       | 20                                 | 162800 | 58°55′44″ с. ш. 36°36′32″ в. д. |
| деревня Чирец                | 19 250 812 013 | 6662       | 11                                 | 162800 | 58°53′12″ с. ш. 36°36′49″ в. д. |